# Пономарёв, Александр Владимирович (футболист)
Алекса́ндр Влади́мирович Пономарёв (25 января 1986 года, совхоз Ново-Долговский, Нехаевский район, Волгоградская область, СССР) — российский футболист, защитник.

## Игровая карьера
Воспитанник СДЮШОР Спартак (Москва). С 2002 по 2007 год играл в молодёжном первенстве страны к командах «Спартак» (Москва, 14 игр), «Динамо» (Москва, 12 игр 1 гол) и ФК «Москва» (74 игры 4 гола). В 2008 году играл в первом дивизионе в командах «Ростов» и «Торпедо» (Москва).
11 апреля 2009 года сыграл в составе «Ростова» один матч в Премьер-лиге (против московского «Динамо»).
Весной 2010 года перешёл в клуб украинской Премьер-лиги «Черноморец» (Одесса). В этой команде дебютировал 24 марта того же года в игре против харьковского «Металлиста», но уже в мае футболист покинул Одессу.
После ухода из «Черноморца» вернулся в Россию. Проходил просмотры в «Томи» и «Роторе», но заключить контракты с одной из этих команд Пономарёву не удалось.